# Зелюв (гмина)
Зелюв (пол. Zelów) — гмина (волость) в Польше, входит как административная единица в Белхатувский повет, Лодзинское воеводство. Население — 15 315 человек (на 2004 год).

## Сельские округа
1. Бочаниха
2. Буйны-Ксенже
3. Буйны-Шляхецке
4. Хайчины
5. Домброва
6. Грабостув
7. Грембоцины
8. Игнацув
9. Ямборек
10. Янув
11. Явор
12. Карчмы
13. Коцишев
14. Колёня-Коцишев
15. Курувек
16. Ленки
17. Лобудзице
18. Лобудзице-Колёня
19. Маурыцув
20. Остоя
21. Павлова
22. Пождженице
23. Пождженице-Колёня
24. Пщулки
25. Пукавица
26. Собки
27. Сромутка
28. Валевице
29. Воля-Пщулецка
30. Выгелзув
31. Выпыхув
32. Заблоты
33. Заглувки
34. Залесе
35. Зелювек

## Прочие поселения
1. Фаустынув
2. Карчмы-Колёня
3. Курув
4. Кузница
5. Ленки-Колёня
6. Маршивец
7. Нова-Воля
8. Подлесе
9. Пшечня

## Соседние гмины
1. Гмина Белхатув
2. Гмина Бучек
3. Гмина Длутув
4. Гмина Дружбице
5. Гмина Клюки
6. Гмина Ласк
7. Гмина Сендзеёвице
8. Гмина Щерцув
9. Гмина Видава